# 25. п. н. е.

## Догађаји
- Конзули: Октавијан Август (по 8. пут, патрициј) и Марко Јуније Силан (плебејац); претор: Публије Сервилије Исаурик
- Вјенчање Марка Клаудија Марцела (42-23), сина Октавије, Августове сестре, и Јулије Старије, Августове кћери.
- Убиство Аминте, краља Галатије. Припајање Галатије, Ликаоније и Писидије Римском царству.
- На територији Фламинија подигнут је храм посвећен Нептуну.
- Поход римских трупа предвођених Гајем Аелијем Галом у Јужној Арабији.

## Рођени
- Ауло Корнелије Целзо

## Умрли
- Аминта Галатски, цар Галатије